# 日本残疾人奥林匹克委员会
日本残疾人奥林匹克委员会（日语：日本パラリンピック委員会，IOC编码：JPN），简称日本残奥委会，是代表日本的国家残疾人奥林匹克委员会。日本残奥委会成立于1999年，并于同年获得国际残疾人奥林匹克委员会的承认。日本残奥委会也是亚洲残疾人奥林匹克委员会的成员。